# متحف الفن الحديث (ريو دي جانيرو)
متحف الفن الحديث (MAM Rio) هو واحد من أهم المؤسسات الثقافية في ريو دي جانيرو بالبرازيل. تم افتتاحه في عام 1948 بمبادرة من منظمة لرجال الأعمال برئاسة رايموندو أوتوني دي كاسترو مايا. وهي منظمة خاصة غير ربحية، نشأت نتيجة لسياق ثقافي واقتصادي شهده البرازيل في فترة ما بعد الحرب الثانية، ومن تنويع للمرفق الثقافي واستيعاب للتيارات الفنية الحديثة واقتناء للتراث الفني النفيس.